# Limbach (Baden-Württemberg)
Limbach è un comune tedesco di 4 600 abitanti, situato nel land del Baden-Württemberg.